# Inspecteur ecclésiastique
L'inspecteur ecclésiastique est un pasteur qui, dans les églises luthériennes de France, exerce un ministère de type épiscopal au sein d'une circonscription appelée inspection. Son rôle est principalement spirituel. Il peut être défini comme le pasteur des pasteurs.

## Étymologie
Le mot grec dont est tiré le mot français évêque a pour origine le grec ἐπίσκοπος / episkopos, qui signifie littéralement « surveillant » ou « superviseur », c'est-à-dire responsable d'une organisation ou d'une communauté. Le mot, plusieurs fois utilisé dans les Épîtres de Paul, pouvait désigner dans l'Antiquité, entre autres un tuteur, un dirigeant, ou un administrateur. Le terme « inspecteur » reprend donc l'étymologie du mot « évêque ». 

## Historique
Héritiers des surintendants placés par les seigneurs à la tête des Églises luthériennes territoriales d'Alsace, les inspecteurs ecclésiastiques ont été institués par Bonaparte en 1802, dans le cadre de l'Église de la Confession d'Augsbourg. Initialement celle-ci comportait huit inspections, regroupant chacune environ cinq consistoires. À la suite de l'annexion de l'Alsace à l'Empire allemand en 1871, l'Église de la Confession d'Augsbourg s'est retrouvée coupée en deux, avec deux inspections en France (Paris et Montbéliard) formant l’Église évangélique luthérienne de France, et six en Alsace-Lorraine (Temple-Neuf, Saint-Thomas, Bouxwiller, La Petite Pierre, Wissembourg et Colmar), formant l'Église protestante de la Confession d'Augsbourg d'Alsace et de Lorraine. Dans ce dernier territoire, une septième inspection a été créée par les autorités allemandes en 1876 (Saint-Guillaume). Depuis ce nombre est demeuré inchangé, malgré les modifications des noms et limites de ces circonscriptions en 1993 (Inspections de Strasbourg, Brumath, Dorlisheim, Bouxwiller, La Petite Pierre, Wissembourg et Colmar).

## Statut
Dans l'Église Protestante de la Confession d'Augsbourg d'Alsace et de Lorraine (EPCAAL), l'inspecteur ecclésiastique est un pasteur choisi par l'assemblée d'inspection, composée de tous les pasteurs de la circonscription et d'un nombre égal de délégués laïcs élus par les conseils presbytéraux. Ce choix est notifié au ministre de l'intérieur qui dispose d'un délai de deux mois pour éventuellement s'y opposer. Légalement nommé à vie, l'inspecteur ecclésiastique a vu cependant son mandat limité à sept années, renouvelables une fois, par règlement interne de l'Église.
Dans les inspections luthériennes de Paris et de Montbéliard, aujourd'hui intégrées à l’Église protestante unie de France, le mandat est de cinq ans.

## Fonction
L'inspecteur ecclésiastique est chargé de veiller sur les pasteurs de son ressort et sur le maintien du bon ordre dans les consistoires et paroisses. Il convoque et préside les assemblées d'inspection. Il visite les paroisses, procède aux ordinations et installations de pasteurs, consacre les églises nouvellement construites, prêche occasionnellement dans les communautés de l'inspection et adresse un rapport annuel au Directoire sur l'état moral et religieux des paroisses et la manière dont les pasteurs y exercent leur ministère.
Dans l'Église Protestante de la Confession d'Augsbourg d'Alsace et de Lorraine, il joue également un rôle administratif important, étant l'intermédiaire obligé entre les établissements publics du culte de son inspection et le Directoire. Il siège de droit au Consistoire supérieur. L'un des sept inspecteurs ecclésiastiques est élu par le Consistoire supérieur pour siéger au Directoire. Enfin il est étroitement assisté dans son ministère par deux inspecteurs laïques, également élus par l'assemblée d'inspection. Un règlement interne de 1984 insiste sur le caractère collégial du ministère de l'inspecteur ecclésiastique et des deux inspecteurs laïques.
Depuis la création en 2006 de l'Union des Eglises protestantes d'Alsace et de lorraine (UEPAL), les inspecteurs ecclésiastiques siègent de plein droit à l'Assemblée de l'Union.

## Sources
- Jean Volff, La législation des cultes protestants en Alsace et en Moselle, Oberlin, Strasbourg, 1993.
- Jean Volff, Cultes protestants, textes commentés, in Jurisclasseur "Alsace-Moselle", Lexix Nexis, Paris, 2014, fasc. 233.
- Francis Messner, Pierre-Henri Prélot, Jean-Marie Woehrling, Droit français des religions, Lexis Nexis, Paris, 2013, p. 1298 à 1300.
- Jean Volff, Dictionnaire juridique et pratique des Eglises protestantes d'Alsace et de Lorraine, Olivétan, Lyon, 2016, p. 175 à 178.